# Blancocamelus
Blancocamelus — вимерлий рід наземних травоїдних тварин родини Camelidae, ендемічний для Північної Америки з пліоцену по плейстоцен — від 4,9 мільйона років тому до 300 000 років тому, існував близько 4,6 мільйона років.

## Таксономія
Назву Blancocamelus запропонував Далквест (1975). Його типовим видом є Blancocamelus meadei. Далквест (1975) та Керролл (1988) віднесли його до родини верблюдових.